# Orbiraja
Az Orbiraja a porcos halak (Chondrichthyes) osztályának rájaalakúak (Rajiformes) rendjébe, ezen belül a valódi rájafélék (Rajidae) családjába tartozó nem.

## Tudnivalók
Az Orbiraja-fajok előfordulási területe az Indiai-óceánban, valamint a Csendes-óceán nyugati felé van. Ezek a porcos halak fajtól függően 22–53,3 centiméter közöttiek.

## Rendszerezés
A nembe az alábbi 2 élő faj tartozik:
- Orbiraja jensenae (Last & Lim, 2010) - korábban Dipturus kwangtungensis (Chu, 1960)
- Orbiraja powelli (Alcock, 1898)